# Harmångers socken
Harmångers socken i Hälsingland ingår sedan 1974 i Nordanstigs kommun och motsvarar från 2016 Harmångers distrikt.
Socknens areal är 137,70 kvadratkilometer, varav 121,90 land. År 2000 fanns här 2 464 invånare. Tätorterna Stocka och Strömsbruk samt tätorten och kyrkbyn Harmånger med sockenkyrkan Harmångers kyrka ligger i socknen. 

## Administrativ historik
Harmångers socken har medeltida ursprung. 
Vid kommunreformen 1862 övergick socknens ansvar för de kyrkliga frågorna till Harmångers församling och för de borgerliga frågorna bildades Harmångers landskommun. Landskommunen utökades 1952 och uppgick 1974 i Nordanstigs kommun. Församlingen uppgick 2006 i Harmånger-Jättendals församling, som 2019 uppgick i Nordanstigskustens församling.
1 januari 2016 inrättades distriktet Harmånger, med samma omfattning som församlingen hade 1999/2000.
Socknen har tillhört fögderier, tingslag och domsagor enligt vad som beskrivs i artikeln Hälsingland. De indelta båtsmännen tillhörde Första Norrlands andradels båtsmanskompani.

## Geografi
Harmångers socken ligger vid kusten norr om Hudiksvall kring Storsjön och Harmångersån. Socknen har dalgångsbygd vid vattendragen och kuperad skogsbygd däromkring med höjder som i Glavsberget i sydväst når 186 meter över havet.
Området genomkorsas av europaväg 4 samt av Ostkustbanan.
Längst i väster ligger byn Vattlång och sjön Vattlångssjön (59,8 m ö.h.). Vid Storsjön i nordväst ligger byn Hånick. Längs europaväg 4s sträckning genom sockenen ligger byarna Vattrång samt Harmånger kyrkby. Vid Bottenhavskusten ligger Stocka och Strömsbruk. Harmrångsåns forsar har varit kraftkälla till Forsa kraftstation Ströms sulfitfabrik och Stocka sågverk.

## Historik
Från stenåldern finns boplatser och från bronsåldern cirka 50 gravrösen. Från järnåldern finns cirka 60 gravhögar och en fornborg på Borgön i Storsjön. En silverskatt med vikingatida halsringar och spännen har påträffats på en holme i Kyrksjön.
Norra Hälsinglands Järnväg hade flera stationer i socknen. Järnvägen lades ner 1962.
År 1928 hade Harmångers socken 1536 hektar åker och 8937 hektar skogs- och hagmark.

## Namnet
Namnet (1344 Harmanger) innehåller efterleden anger, 'havsvik' syftande på den vik av vilken Kyrksjön och Harmångersån är rester.   Förleden kan innehålla ett ånamn Harm(a) syftande på Harmångersån och där namnet kan vara bildat av harm, '(lösrivet)block, sten' syftande på den stenrika fåran vid Storsjön.

## Befolkningsutveckling
| Befolkningsutvecklingen i Harmångers socken 1750–1990                                                    | Befolkningsutvecklingen i Harmångers socken 1750–1990 | Befolkningsutvecklingen i Harmångers socken 1750–1990 | Befolkningsutvecklingen i Harmångers socken 1750–1990 | Befolkningsutvecklingen i Harmångers socken 1750–1990 |
| --- | ----------------------------------------------------- | ----------------------------------------------------- | ----------------------------------------------------- | ----------------------------------------------------- |
| |                                                       |                                                       |                                                       |                                                       |
| År |                                                       |                                                       | Folkmängd                                             |                                                       |
| 1750 | 1750                                                  |                                                       | 696                                                   |                                                       |
| 1760 | 1760                                                  |                                                       | 765                                                   |                                                       |
| 1769 | 1769                                                  |                                                       | 820                                                   |                                                       |
| 1780 | 1780                                                  |                                                       | 846                                                   |                                                       |
| 1790 | 1790                                                  |                                                       | 925                                                   |                                                       |
| 1800 | 1800                                                  |                                                       | 941                                                   |                                                       |
| 1810 | 1810                                                  |                                                       | 1 036                                                 |                                                       |
| 1820 | 1820                                                  |                                                       | 1 141                                                 |                                                       |
| 1830 | 1830                                                  |                                                       | 1 242                                                 |                                                       |
| 1840 | 1840                                                  |                                                       | 1 290                                                 |                                                       |
| 1850 | 1850                                                  |                                                       | 1 330                                                 |                                                       |
| 1860 | 1860                                                  |                                                       | 1 415                                                 |                                                       |
| 1870 | 1870                                                  |                                                       | 1 725                                                 |                                                       |
| 1880 | 1880                                                  |                                                       | 2 125                                                 |                                                       |
| 1890 | 1890                                                  |                                                       | 2 430                                                 |                                                       |
| 1900 | 1900                                                  |                                                       | 2 712                                                 |                                                       |
| 1910 | 1910                                                  |                                                       | 2 917                                                 |                                                       |
| 1920 | 1920                                                  |                                                       | 3 008                                                 |                                                       |
| 1930 | 1930                                                  |                                                       | 3 214                                                 |                                                       |
| 1940 | 1940                                                  |                                                       | 3 299                                                 |                                                       |
| 1950 | 1950                                                  |                                                       | 3 211                                                 |                                                       |
| 1960 | 1960                                                  |                                                       | 3 062                                                 |                                                       |
| 1970 | 1970                                                  |                                                       | 2 831                                                 |                                                       |
| 1980 | 1980                                                  |                                                       | 3 086                                                 |                                                       |
| 1990 | 1990                                                  |                                                       | 2 854                                                 |                                                       |
| Anm: Källor: Umeå universitet - Tabellverket 1749-1859, Demografiska databasen, CEDAR, Umeå universitet. |                                                       |                                                       |                                                       |                                                       |